# Morgan Turinui
Morgan Paratene Turinui (Sídney, 5 de enero de 1982) es un ex–jugador australiano de rugby que se desempeñaba como centro. Fue internacional con los Wallabies de 2003 a 2005.

## Carrera
Se retiró en 2014 para ser asistente como entrenador de defensa. Actualmente es asistente de Tony McGahan como entrenador de ataque de los Melbourne Rebels.

## Selección nacional
En 2002 fue seleccionado a los Junior Wallabies con quienes resultó subcampeón del Campeonato Mundial de Rugby M21. También jugó con los Wallabies 7.
Fue convocado a los Wallabies por primera vez en junio de 2003 para enfrentar al XV del Trébol, semanas después contra los Dragones rojos y ante el XV de la Rosa, un prometedor Turinu jugó como titular en todos los partidos.
En 2004 jugó solo 3 partidos, pero en 2005 estuvo presente en la ventana de junio, el Torneo de las Tres Naciones 2005 y la ventana de noviembre. Sin embargo fueron sus últimos encuentros con el seleccionado, en total jugó 20 partidos y marcó 30 puntos, productos de seis tries.

### Participaciones en Copas del Mundo
En Australia 2003 donde fue suplente de Nathan Grey por lo que solo jugó contra Namibia, por la fase de grupos; inició como titular y marcó dos tries. Los australianos hicieron un magnífico torneo pero fueron derrotados en la final con un drop de Jonny Wilkinson en muerte súbita.
En Francia 2007 fue llamado de emergencia por John Connolly como reemplazo del lesionado David Lyons. Cinco días después los Wallabies fueron eliminados por Inglaterra en los cuartos de final y Turinu no jugó.
| Mundial                       | Sede      | Resultado        | PJ | Tries |
| ----------------------------- | --------- | ---------------- | -- | ----- |
| Copa Mundial de Rugby de 2003 | Australia | Subcampeón       | 1  | 2     |
| Copa Mundial de Rugby de 2007 | Francia   | Cuartos de final | 0  | 0     |